# Museo Nacional (estación)
La estación sencilla Museo Nacional - FNG forma parte del sistema de transporte masivo de Bogotá, TransMilenio, inaugurado en el año 2000.

## Ubicación
Está ubicada en el Centro Internacional de la ciudad, sobre la Avenida Carrera Séptima entre calles 28 y 32. Se accede a ella mediante dos entradas sobre la Calle 27 y la Calle 29, entre ambas entradas existe una alameda peatonal.
Atiende la demanda de los barrios San Diego, San Martín y sus alrededores.
En sus cercanías está el Museo Nacional (al cual debe su nombre), el Centro Internacional Tequendama, el Colegio Policarpa Salavarrieta, la  Plaza de toros de Santamaría, el Planetario Distrital, el Parque de la Independencia, las Torres del Parque, la Universidad Colegio Mayor de Cundinamarca, la Universidad Distrital Francisco José de Caldas, el Centro de Comercio Internacional, el hotel Ibis Bogotá Museo y el Parque Central Bavaria. Además varios bancos y empresas tienen sus sedes en los edificios de la zona.

## Origen del nombre
La estación recibe su nombre del museo homónimo que se encuentra en el costado oriental de la misma. Sin embargo, en el marco del plan que tiene la empresa TransMilenio para buscar aliados comerciales, al nombre de la estación se le añadió el texto «FNG».

## Historia
Esta estación hace parte de la Fase III de TransMilenio que empezó a construirse a finales de 2009. Su inauguración se realizó el 19 de octubre de 2013.

## Características
Esta estación es la primera estación completamente subterránea del sistema TransMilenio y también de cualquiera de los sistemas de transporte público de Colombia. Se decidió hacerla de este modo ya que, al estar construida en el sitio donde convergen la Carrera Décima y la Carrera Séptima, el espacio se reduce y hacerla en superficie hubiera reducido espacio destinado para peatones y para vehículos particulares. El sistema de iluminación de los accesos, está diseñado con lámparas que cuentan con bombillos led, las cuales permiten una mayor duración e iluminación de los espacios. En los dos accesos peatonales se diseñaron jardines Zen, permitiendo dar un mejor ambiente al usuario por el uso de diferentes texturas y diseños que involucran elementos naturales.
Otra particularidad de esta estación es el hecho de ser la única ubicada sobre la Carrera Séptima. Aunque el proyecto originalmente planteaba la construcción de TransMilenio por esta vía hasta la calle 170, el alcalde Gustavo Petro lo descartó.
Sin embargo, según Fernando Sanclemente, gerente de TransMilenio, para finales de diciembre de 2013 se plantea darle continuidad a la troncal hasta la Av.Calle 100 mediante buses híbridos con puertas en ambos costados que reemplazarán en su totalidad al transporte tradicional que actualmente circula por la importante avenida.

## Servicios de la estación

### Servicios troncales
| Ruta fácil                          | 2       |         |         |         |         |
| Expresos todos los días todo el día | G47 H83 |         |         |         |         |
| Expresos lunes a sábado todo el día |         | F51     |         |         |         |
| Rutas que finalizan recorrido       |         |         |         |         |         |
| Ruta fácil                          | 2       | 2       | 2       | 2       | 2       |
| Expresos todos los días todo el día | M47 M83 | M47 M83 | M47 M83 | M47 M83 | M47 M83 |
| Expresos lunes a sábado todo el día | M51     | M51     | M51     | M51     | M51     |

### Servicios duales
| Tipo                              | Rutas al Norte | Rutas al Sur | Rutas al Occidente |
| --------------------------------- | -------------- | ------------ | ------------------ |
| Duales todos los días todo el día | D81 M86        | L81          | K86                |

### Esquema
| ← Norte  |         |         |          |
| Calle 29 | D81M86  | F51     | Calle 27 |
|          | Vagón 2 | Vagón 1 |          |
| Calle 29 | 2H83L81 | G47K86  | Calle 27 |
| Sur →    |         |         |          |

### Servicios urbanos
Así mismo funcionan las siguientes rutas urbanas del SITP en los costados externos a la estación, circulando por los carriles de tráfico mixto sobre la Carrera Séptima, con posibilidad de trasbordo usando la tarjeta TuLlave:
| Código | Sector                    | Dirección    | Rutas                                                                    |
| ------ | ------------------------- | ------------ | ------------------------------------------------------------------------ |
| 675A00 | A Estación Museo Nacional | AK 7 - CL 29 | 18-3A600A601A809A814B907C124C131C151D215 97 359 688 T12 T13 T25 T40 T43A |

## Ubicación geográfica
| Noroeste: Santa Fe | Norte: M Carrera Séptima | Nordeste: Santa Fe |
| Oeste: A Calle 26  |                          | Este: Santa Fe     |
| Suroeste: Santa Fe | Sur: L San Diego         | Sureste: Santa Fe  |